# Walibi en de IJskoning
Walibi en de IJskoning is een voormalige show in familiepretpark Walibi Holland in Biddinghuizen.
De show heeft gespeeld in de seizoenen 2007 en 2008. Het scenario voor deze show kwam van John Ruisch.
De show werd gespeeld door personages Walibi, Mama Lily, Splash de Olifant, Rocky de Bever en acteurs Piloot & IJskoning.

## Verhaal
Nadat de spelers het toneel zijn opgekomen, komen ze erachter dat de gevangen ijskoning is ontsnapt. Deze veroorzaakt allerlei nare dingen. Na een tijdje bevriest de ijskoning Mama Lily en Splash de Olifant. De piloot, Walibi en Rocky de Bever verzinnen een plan om de ijskoning weer te vangen. Ze gaan een kampvuur maken. Ze vragen de bezoekers om allemaal hout aan hen te geven, wat zij dan kunnen verbranden in de kooi waar de ijskoning uit ontsnapt is. Dit lukt, en de ijskoning wordt weer opgesloten in zijn kooi.